# 루노호트 1호

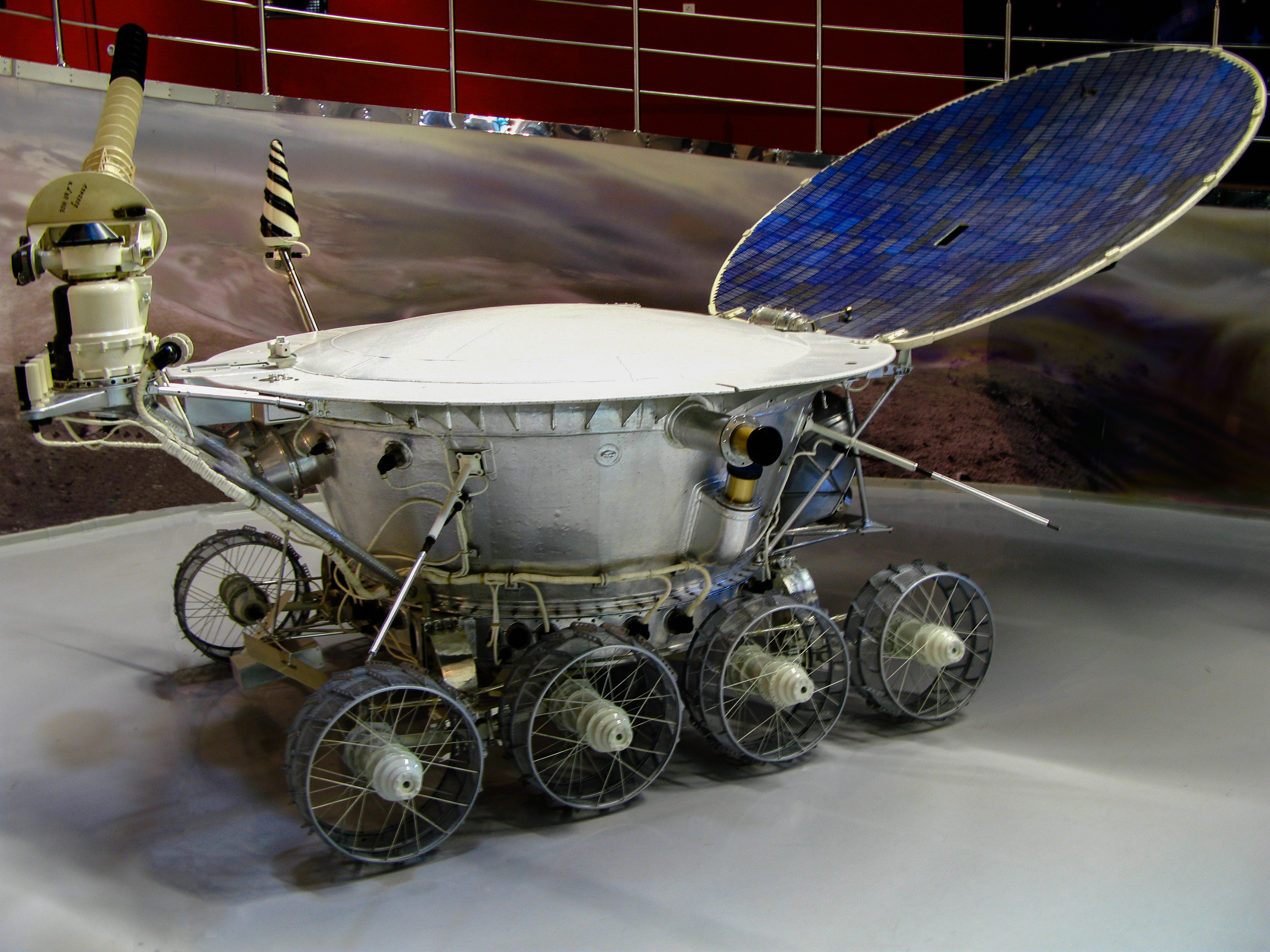
루노호트 1호의 모형.

루노호트 1호(러시아어: Луноход-1)는 소련이 달에 착륙시킨 두 대의 무인 월면차 중 첫 번째 것이다. 루나 17호가 달까지 루노호트 1호를 운반했다. 루노호트 1호는 지구 바깥의 천체에서 성공적으로 기동한 최초의 원격조종 탐사차였다.

## 같이 보기
- 달 탐사
- 탐사차